# Marco Sandy
Pour les articles homonymes, voir Sandy.
Marco Antonio Sandy est un footballeur bolivien né le 29 août 1971 à Cochabamba.
Avec 93 matches, il co-détient (avec Luis Héctor Cristaldo) le record de capes en sélection bolivienne.
Il a évolué au Club Bolívar, au Real Valladolid et au CA Gimnasia.

## Carrière
- 1993-2003 : International A avec l'équipe de Bolivie (93 sélections, 6 buts).
- Participation au Mondial 94 avec la Bolivie.

## Statistiques

### En sélection nationale
| Saison                | Sélection             | Phases finales                                    | Phases finales | Phases finales | Éliminatoires CDM | Éliminatoires CDM | Matchs amicaux | Matchs amicaux | Total | Total |
| Saison                | Sélection             | Compétition                                       | M              | B              | M                 | B                 | M              | B              | M     | B     |
| --------------------- | --------------------- | ------------------------------------------------- | -------------- | -------------- | ----------------- | ----------------- | -------------- | -------------- | ----- | ----- |
| 1992-1993             | Bolivie               | Copa América 1993                                 | 3              | 0              | 2                 | 0                 | 5              | 1              | 10    | 1     |
| 1993-1994             | Bolivie               | Coupe du monde 1994                               | 3              | 0              | 5                 | 1                 | 11             | 0              | 19    | 1     |
| 1994-1995             | Bolivie               | Copa América 1995                                 | 4              | 0              | -                 | -                 | 6              | 1              | 10    | 1     |
| 1995-1996             | Bolivie               | -                                                 | -              | -              | 1                 | 1                 | 4              | 0              | 5     | 1     |
| 1996-1997             | Bolivie               | Copa América 1997                                 | 6              | 0              | 10                | 2                 | 2              | 0              | 18    | 2     |
| 1997-1998             | Bolivie               | -                                                 | -              | -              | 3                 | 0                 | -              | -              | 3     | 0     |
| 1998-1999             | Bolivie               | Copa América 1999 + Coupe des confédérations 1999 | 2+.            | 0+.            | -                 | -                 | 7              | 0              | 9     | 0     |
| 1999-2000             | Bolivie               | -                                                 | -              | -              | 6                 | 0                 | 1              | 0              | 7     | 0     |
| 2000-2001             | Bolivie               | Copa América 2001                                 | 2              | 0              | 5                 | 0                 | 1              | 0              | 8     | 0     |
| 2001-2002             | Bolivie               | -                                                 | -              | -              | 0                 | 0                 | 2              | 0              | 2     | 0     |
| 2002-2003             | Bolivie               | -                                                 | -              | -              | -                 | -                 | 1              | 0              | 1     | 0     |
| 2003-2004             | Bolivie               | Copa América 2004                                 | -              | -              | 1                 | 0                 | -              | -              | 1     | 0     |
| 2004-2005             | Bolivie               | -                                                 | -              | -              | 0                 | 0                 | -              | -              | 0     | 0     |
| Total sur la carrière | Total sur la carrière | Total sur la carrière                             | 20             | 0              | 33                | 4                 | 40             | 2              | 93    | 6     |